# Keersop (beek)
De Keersop is een zijbeek van de Dommel. Zij ontstaat als Elsenloop ten noorden van Lommel, passeert oostelijk van Luyksgestel de Nederlandse grens, stroomt zuidoostelijk langs Bergeijk en Westerhoven, westelijk langs Dommelen en mondt even voorbij de buurtschap Keersop in de Dommel uit. Oostelijk van de Keersop stroomt de Beekloop. Deze ontvangt haar water gedeeltelijk uit de Keersop en mondt bij Westerhoven weer in de Keersop uit. Langs de Beekloop liggen enkele visvijvers. De Beekloop is in Westerhoven ter hoogte van de Meulenbeemd voorzien van een vispassage. Deze is enkele honderden meter lang en stroomt door een klein maar mooi natuurgebiedje langs het riviertje. Door de vispassage hoopt men onder andere het aantal palingen in het riviertje te verhogen. Aan de oever van de Keersop ligt bij het bruggetje over het riviertje de St. Valentinuskapel. Bij de kapel ligt een putje. Zelfs in de meest droge zomers staat er altijd water in het putje. Het waterpeil is altijd hoger dan dat van de langstromende Keersop. Bij het gehucht Keersop stond vroeger een watermolen, de Keersoppermolen genaamd. Ook in Westerhoven, ter hoogte van het stuw in de beek, stond vroeger een watermolen, die de Westerhovense Watermolen werd genoemd. Ter hoogte van deze watermolens bevinden zich nu stuwen, die in de 21e eeuw door Waterschap De Dommel beide voorzien zijn van een vistrap.
In 1972 werd de Keersop gekanaliseerd. De afgelopen jaren werd de Keersop weer grotendeels in natuurlijke staat teruggebracht. Dit gebeurde na een langdurig kavelruilproject. Het plan werd door Dienst Landelijk Gebied (DLG) in samenwerking met adviesbureau Kragten opgesteld.
De Keersop in Nederland behoort in haar geheel tot het Natura 2000 gebied Leenderbos, Groote Heide & De Plateaux omdat het de enige plaats is waar de beekprik in Noord-Brabant voorkomt.